# Axylia bryi
Axylia bryi är en fjärilsart som beskrevs av François Louis Nompar de Caumont de Laporte 1984. Axylia bryi ingår i släktet Axylia och familjen nattflyn. Inga underarter finns listade i Catalogue of Life.